# Zeresenay Berhane Mehari
Pour les articles homonymes, voir Méhari.
Zeresenay Berhane Mehari, né en 1974 à Addis-Abeba, est un réalisateur, scénariste et producteur de cinéma et de télévision éthiopien.  Il est notamment le réalisateur des films Difret et Le Miel d'Harar.
Outre le cinéma, il est cofondateur et responsable de la programmation de Kana TV (en), la première chaîne de télévision privée de divertissement en clair par satellite en Éthiopie.

## Biographie
Il est né à Addis-Abeba, en Éthiopie, dans une famille de sept frères et sœurs. Il a ensuite déménagé aux États-Unis, tandis que son frère et sa sœur se sont installés aux Pays-Bas et qu'un autre frère vit en Suède.
Après avoir déménagé aux États-Unis, Mehari étudie le cinéma à l'école des arts cinématographiques de l'Université de Californie du Sud, où il a obtenu une licence. Pendant ses études, il a fondé la société de production Haile-Addis Pictures.
Il commence à travailler comme assistant de production pour deux épisodes : All About Eve et The Seven Year Itch dans la série télévisée Backstory de 2000. Il est ensuite assistant de production pour l'épisode M*A*S*H: Comedy Under Fire de la série History vs. Hollywood en 2001. Plus tard, en 2006, il devient producteur du court métrage Leila réalisé par Hanelle M. Culpepper. Plus tard dans l'année, il réalise son premier court métrage, Coda.
En 2005, il est présenté à l'avocate Meaza Ashenafi par son frère. Avec lui, ils ont découvert le cas de Hirut Assefa et la tradition du « telefa » en faisant des recherches sur Meaza et en travaillant dans son organisation. C'est à partir de cet incident qu'il a réalisé son premier long métrage, Difret, en 2014, qui reçoit des critiques positives à mitigées. La productrice déléguée du film est la célèbre actrice hollywoodienne Angelina Jolie. Bien qu'il ait eu l'opportunité de tourner le film en 2009, il a attendu 2012 pour le faire, le temps de réunir les acteurs ad hoc. Le film est présenté en avant-première au festival du film de Sundance en janvier 2013. Il remporte des prix du public au Festival du film de Sundance, à la Berlinale, au Ferstival de musique de film de Park City (Utah), au Festival du film d'Amsterdam ainsi qu'au Festival des films du monde de Montréal. Cependant, en septembre 2014, la première officielle du film est bloquée en Éthiopie par les autorités, qui ont invoqué le fait que le film donnait « trop de crédit » à Meaza. Après deux procès, le film est finalement sorti et trouve son public dans les salles de cinéma éthiopiennes,.
En 2019, il réalise son deuxième long métrage, Le Miel d'Harar, avec Dakota Fanning et Yahya Abdul-Mateen II, dont la première a lieu dans le programme Découverte du Festival du film de Toronto. Le film est une adaptation du roman éponyme écrit par la Canadienne Camilla Gibb.

## Filmographie
- 2006 : Coda — court métrage
- 2014 : Difret
- 2019 : Inheritance (Wurse) — série télévisée
- 2019 : Le Miel d'Harar (Sweetness in the Belly)